# Ажигабылов, Мусахан
Мусахан Ажигабылов (каз. Мұсахан Әжіқабылов; 1923 год, аул Коктобе — 1985 год, село Балтаколь) — старший чабан совхоза «Балтакульский» Кзылкумского района Чимкентской области, Казахская ССР. Герой Социалистического Труда (1973). Депутат Верховного Совета Казахской ССР.

## Биография
Родился в 1923 году в бедной казахской семье в ауле Коктобе. Долгие годы работал чабаном в совхозе «Бальтакульский» Кзылкумского района в селе Балтаколь. За годы своей работы вырастил около 12 тысяч ягнят. За эти трудовые достижения был удостоен в 1973 году звания Героя Социалистического Труда.
В 1976 году избирался депутатом Верховного Совета Казахской ССР.
Скончался в 1985 году в селе Балтаколь.
Память
Его именем названа одна из улиц в селе Балтаколь.
Награды
- Герой Социалистического Труда — указом Президиума Верховного Совета СССР 6 сентября 1973 года
- Орден Ленина